# Гуо де Лишон
Гуо де Лишон (фр. Gouaux-de-Luchon) насеље је и општина у јужној Француској у региону Миди Пирене, у департману Горња Гарона која припада префектури Сен Годан.
По подацима из 2011. године у општини је живело 47 становника, а густина насељености је износила 3,24 становника/km². Општина се простире на површини од 14,49 km². Налази се на средњој надморској висини од 850 метара (максималној 2.193 m, а минималној 680 m).

## Демографија
| 1962. | 1968. | 1975. | 1982. | 1990. | 1999. | 2011. |
| ----- | ----- | ----- | ----- | ----- | ----- | ----- |
| 33    | 59    | 53    | 53    | 46    | 44    | 47    |

График промене броја становника у току последњих година